# De blanc vêtu
 (octobre 2023).
Si vous disposez d'ouvrages ou d'articles de référence ou si vous connaissez des sites web de qualité traitant du thème abordé ici, merci de compléter l'article en donnant les références utiles à sa vérifiabilité et en les liant à la section « Notes et références ».
De blanc vêtu est un roman de Pierre Molaine publié en 1945 aux éditions Corrêa.

## Genèse du roman
Ce roman a recueilli des voix pour le prix Goncourt et le prix Fémina.
Le manuscrit original de De blanc vêtu se trouve dans le Fonds Pierre-Molaine à la Bibliothèque municipale de Lyon.

## Résumé
D'emblée, l'auteur introduit le lecteur dans l'univers tonitruant de la guerre des blindés en 1940, plus particulièrement lors d'un affrontement meurtrier dont les détails sanglants donnent à la narration une portée qui relève d'un violent réalisme épique. Un homme, héros principal dont le nom nous est inconnu, reviendra du combat blessé, défiguré, « gueule cassée » du destin. Regagnant la montagne de son enfance, celle où il exerçait son métier de guide, il se retire dans la solitude, tentant d'échapper à son passé et au regard des autres.
Un jour, fidèle au serment d'amitié scellé pendant la guerre, un frère d'armes, Monclar, le rejoint et dans une fraternité que seules les voix de la nature paraissent animer, ils partagent un quotidien fait de silence et de rares souvenirs. Pourtant, comme si ce temps avait servi à la décision, Monclar quittera définitivement son ami et prendra le chemin de la Trappe (ordre cistercien) pour y rejoindre Fra Angelico, ancien des chars et lui-même moine trappiste.